# Katerina Thomadaki
Katerína Thomadaki (grec moderne : Kατερίνα Θωμαδάκη) est une artiste cinéaste, plasticienne pluridisciplinaire et théoricienne née à Athènes. Elle vit à Paris.
Elle est co-auteur, avec Maria Klonaris, de nombreux films,,, (dont 10 longs-métrages non narratifs), de vidéos, de photographies, d’installations multimédias, de performances, de livres d’artiste, d’œuvres sonores et radiophoniques.
Théoriciennes, les deux créatrices publient sur le plan international des ouvrages et des dizaines d’articles, entretiens et manifestes.
Katerína Thomadaki et Maria Klonaris sont des artistes radicales et pionnières sur la représentation du genre.

## Biographie
Katerína Thomadaki naît à Athènes et étudie la littérature et la philosophie à l'université nationale et capodistrienne d'Athènes. Elle réalise des mises-en-scène avant-gardistes. En 1968, elle fonde avec Maria Klonaris, sa future compagne, le théâtre des 4. En 1973, elle fonde avec sa compagne, l'Espace de recherche théâtrale. Elle publie également des essais dans la revue Théâtro. Elle suit des études théâtrales à l'université Sorbonne-Nouvelle, puis de cinéma et d'esthétique à l'université Paris 1 Panthéon-Sorbonne. En 1975, étant désormais trilingue, elle s'installe avec Maria Klonaris à Paris. Spécialiste des cinématographies expérimentales, elle est conceptrice d’événements et programmatrice. En 1985 avec Maria Klonaris, elle a fondé l'association A.S.T.A.R.T.I., favorisant les liens entre l'art et le féminisme.
Leur premier film Double-Labyrinthe, réalisé en 1975, questionne la dimension politique de l'identité féminine. Ce film bouleverse le cinéma expérimental et le milieu féministe. Elles décident de signer leurs œuvres de leurs deux noms, basées sur un partenariat égalitaire. Elles qualifient leur travail de cinéma corporel. En 1985, elles sont accueillies aux Immatériaux du centre Pompidou. De 1995 à 2013, Katerína Thomadaki est professeure associée à l’université Paris 1 Panthéon-Sorbonne et fait partie de l’équipe de recherche « Cinéma » de l’Institut Acte. En 2014, Maria Klonaris décède brutalement, mettant fin à 40 ans de productions artistiques communes.
Elles sont reconnues pionnières dans l'interdisciplinarité et la représentation du genre et actives à la formation de la troisième vague féministe.
En 2012, la BNF ouvre un fonds Klonaris/Thomadaki réunissant des archives des deux artistes.
En 2016 est diffusée une rétrospective de leur œuvre cinématographique à la galerie nationale du Jeu de Paume.

## Œuvres

### Filmographie sélective en collaboration avec Maria Klonaris

#### La Tétralogie corporelle (The Body Tetralogy)
Leur tétralogie corporelle est composée de :
- 1975-76 : Double Labyrinthe (Double Labyrinth), 55 min, Super 8mm, silencieux)
- 1977 : L’Enfant qui a pissé des paillettes (The Child Who Peed Sequens), 110 min, Super 8mm, diapositives et son live)
- 1978 : Soma, 50 min, Super 8mm, diapositives, son
- 1979 : Arteria magna in dolore laterali, 110 min, diapositives, Super8, vidéo, live performance, silencieux

#### Le Cycle de l’Unheimlich (The Cycle of the Unheimlich)
Leur cycle de l'Unheimlich est composé de :
- 1977-79 : Unheimlich I : Dialogue secret (Secret Dialogue, 70 min, Super 8mm and slides, silencieux)
- 1980 : Unheimlich II : Astarti (180 min, Super 8mm, silencieux)
- 1980 : Kha. Les Embaumées (Kha. The Embalmed by Maria Klonaris, 60 min, Super 8mm, silencieux)
- 1981 : Unheimlich III : Les Mères (The Mothers, 120 min, Super 8mm, son)

#### Le Cycle des Hermaphrodites
Leur cycle des Hermaphrodites est composé de :
- 1982-1985 : Jardins de l’Hermaphrodite endormi/e (Gardens of the Sleeping Hermaphrodite, 80 min, Super 8mm, son)
- 1983 : Orlando – Hermaphrodite II[5] (45 min, diapositives et Super 8mm, son)

#### La Série Portraits
Leur série Portraits est composée de :
- 1979 : Dagmar et Eve (10 min, Super 8mm, silencieux)
- 1980 : Portrait de ma mère dans son jardin (Portrait of My Mother in Her Garden) de Katerina Thomadaki, 9 min, Super 8mm, silencieux
- 1982 : Sauro Bellini de Maria Klonaris, 12 min, Super 8mm, silencieux
- 1981-83 : Selva. Un portrait de Parvaneh Navaï de Maria Klonaris, 70 min, Super 8mm, son
- 1983-1985 : Chutes. Désert. Syn (Falling. Desert. Syn) de Katerina Thomadaki, 18 min, Super 8mm, silencieux
- 1984 : Portraits/Miroirs (Portraits/Mirrors), 70 min, Super 8mm, silencieux
- 1985-1992 : L’Ange amazonien. Un portrait de Lena Vandrey (The Amazon Angel. A Portrait of Lena Vandrey), 92 min, Super 8mm, son)
- 1987-92 : Christine Blues de Maria Klonaris, Super 8mm/vidéo, 10 min, son

#### Le Cycle de l’Ange (The Angel Cycle)
Leur cycle de l'Ange est composé de :
- 1994 : Personal Statement (vidéo, 8 min, son)
- 1994 : Requiem pour le XXe siècle (Requiem for the 20th Century), vidéo 14 min, musique originale : Spyros Faros
- 2001 : Pulsar, 14 min, vidéo numérique, musique originale : Spyros Faros
- 2002-03 : Quasar, 32 min, vidéo numérique, musique originale : Spyros Faros
- 2008 : Angel Scan, 25 min, vidéo numérique, musique originale : Spyros Faros

### Sélection d’installations environnementales et d’expositions de photographies de Klonaris/Thomadaki
- 1981 : Unheimlich III : Les Mères (Musée national d’art Moderne, Centre Pompidou, Paris)
- 1982 : Mystère I : Hermaphrodite endormi/e[5] (ARC 2, Musée d’art moderne de la Ville de Paris/ Biennale de Paris)
- 1984 : Fermez les Yeux, projetez un film sur vos paupières (Musée national d’art Moderne, Centre Pompidou, Paris)
- 1985 : Incendie de l’Ange (Galerie J.&J. Donguy, Paris)
- 1985 : Orlando (Centre de Création Industrielle, Centre Pompidou, Paris)
- 1986 : Le Rêve d’Electra (C.I.R.C.A. Villeneuve lez Avignon)
- 1987 : Le Rêve d’Electra (Galerie Municipale Edouard Manet, Gennevilliers)
- 1990 : Le Rêve d’Electra (Fondation Joan Miro, Barcelone)
- 1991 : Dans la Constellation du Cygne (Cité des Arts, Paris)
- 1991 : Boucliers. Photosculptures (Galerie J.&J. Donguy, Paris)
- 1992 : Fictions. Un film (Galerie Nationale/Pinacothèque, Athènes)
- 1992 : Puerta del Angel (Istituto San Isidro, Edge Biennial – Madrid Capitale Européenne de la Culture)
- 1992 : Night Show for Angel à Londres en 1992[5] (Islington Baths, Edge Biennial)
- 1993 : Théorème & Boucliers. Photosculptures (Centre d’art contemporain Ileana Tounta, Athènes)
- 1994 : XYXX Mosaic Identity (Offenes Kulturhaus, Linz )
- 1996 : Archangel Matrix (Galerie Sculptures, Mois de la Photo à Paris)
- 1998 : Requiem pour le XXe siècle (Espace Landowski, Boulogne-Billancourt)
- 2000 : Désastres sublimes : Les Jumeaux (Galerie J.&J. Donguy, Paris)
- 2001 : Requiem pour le XXe siècle (Abbaye de Ronceray, Angers)
- 2002 : Rétrospective Stranger than Angel (Cankarjev Dom, Ljubljana)
- 2004 : L’Ange. Corps des étoiles (Galerie Synopsis, Lausanne)
- 2011 : Quasar (Onassis Foundation Cultural Center, Athens)